# Vice (Razorlight)
Vice is een nummer van de Britse indierockband Razorlight uit 2004. Het is de vijfde single van hun debuutalbum Up All Night.
"Vice" werd enkel een hit in het Verenigd Koninkrijk, waar het een bescheiden 18e positie bereikte. Op de B-kant van de single staat een cover van Hey Ya! van Outkast.

## Tracklijst
- UK CD1

1. "Vice" – 3:13
2. "Hey Ya!" (Jo Whiley Session) – 4:16

- UK CD2

1. "Vice" – 3:13
2. "Believe in Me" – 1:52
3. "Anabelle Says – 4 Track" – 2:59

- UK 7-inch single

1. "Vice" (full length radio mix) – 3:13
2. "Golden Touch" – 3:20